# Henri Duhayot
Henri Duhayot (Aillas, 25 marzo 1944) è un ex calciatore francese, di ruolo attaccante.

## Carriera
Formatosi nel Bordeaux, entrò a far parte della prima squadra dei girondini dal 1964, debuttando nella débâcle esterna dell'8 marzo 1964 contro il Lens che si impose per 8-1. La stagione d'esordio si concluse all'ottavo posto finale. Dopo una stagione senza presenze in campionato, nella quale fu però impiegato nella Coppa Charles Drago 1965 giungendo p a disputarne la finale persa contro il Lens, nella Division 1 1965-1966 gioca due incontri, ottenendo con i girondini il secondo posto finale. 
Nel gennaio 1967 passa in prestito all'Angoulême, con cui ottiene l'ottavo posto nella Division 2 1966-1967 e con cui raggiunge la semifinale di Coppa di Francia 1966-1967, persa solo per sorteggio contro l'Olympique Lione.
Ritornato a Bordeaux, trova buono spazio in prima squadra disputando diciassette incontri e segnando anche un rete, nella vittoria casalinga per 3-0 del 9 aprile 1968 contro l'Pays d'Aix. Concluderà con la sua squadra la Division 1 1967-1968 all'ottavo posto finale. Nella stessa stagione raggiunge con la sua squadra la finale della Coppa di Francia 1967-1968, persa contro il Saint-Étienne, in cui subentrò a partita in corso a Carlos Ruiter. Nel turno precedente segnò nei tempi supplementari la rete decisiva entrando a partita in corso contro il Quevilly-Rouen. Con il Bordeaux Duhayot partecipa a tre edizioni della Coppa delle Fiere, con un totale di sei presenze e due reti. In totale Duhayet ha giocato con i girondini 38 incontri, segnando 10 reti.
Nel 1968 tornò all'Angoulême, con cui ottenne la promozione in massima serie grazie al secondo posto ottenuto nella Division 2 1968-1969.